# Mejor no pensar
Mejor no pensar (en italiano: Non pensarci) es una película de comedia italiana escrita y dirigida por Gianni Zanasi. Por su papel, en 2009 Giuseppe Battiston garnò el David di Donatello  al mejor actor secundario.

## Reparto
- Valerio Mastandrea: Stefano Nardini
- Anita Caprioli: Michela Nardini
- Giuseppe Battiston: Alberto Nardini
- Caterina Murino: Nadine
- Paolo Briguglia: Paolo Guidi
- Dino Abbrescia: Carlo
- Teco Celio: Walter Nardini
- Gisella Burinato: Mamma Nardini
- Luciano Scarpa: Luciano detto Matrix
- Paolo Sassanelli: Francesco
- Natalino Balasso: Riccardo Martinelli
- Raffaella Reboroni: Manuela
- Edoardo Gabbriellini: Luca